# On Through the Night
| 전문가 평가                      | 전문가 평가 |
| 평가 점수                        | 평가 점수   |
| 출처                             | 점수        |
| -------------------------------- | ----------- |
| AllMusic                         | [ 1 ]       |
| Collector's Guide to Heavy Metal | 8/10        |
| Sputnikmusic                     | [ 3 ]       |

《On Through the Night》는 1980년 3월 14일, 발매된 영국의 헤비 메탈 밴드 데프 레퍼드의 데뷔 스튜디오 음반이다. 이 음반은 톰 알롬이 프로듀싱했고, 영국 음반 차트에서 15위, 빌보드 200에서 51위를 기록했다. 이 음반에는 밴드의 원래 독립 발매된 EP, 《The Def Leppard E.P.》의 트랙인 〈Rocks Off〉와 〈Overture〉의 재녹음 버전이 수록되어 있으며, 그 중 일부는 후에 《First Strike》와 《Warchild》 해적판에 등장하였다.
〈Wasted〉, 〈Hello America〉, 〈Rock Brigade〉이 싱글로 발매되었다. 그러나 싱글에 등장하는 〈Wasted〉의 버전은 B-사이드인 〈Hello America〉와 마찬가지로 LP의 버전과는 다른 녹음이다.
〈When the Walls Came Tumbling Down〉를 소개하는 구어 단어는 비록 조 엘리엇이 초기의 몇몇 해적판에 등장한 라이브 공연과 데모 녹음에서 구어 부분을 했지만, 스트롭스의 유명인 데이브 커즌스에 의해 공연되었다. 그의 전기에서, 커즌스는 그가 이 노래의 소개를 위해 최선을 다해 로런스 올리비에 흉내를 냈다고 주장한다.

## 곡 목록
| #  | 제목                                  | 작사·작곡                           | 재생 시간 |
| -- | ------------------------------------- | ----------------------------------- | --------- |
| 1. | 〈Rock Brigade〉                      | 릭 새비지, 스티브 클라크, 조 엘리엇 | 3:09      |
| 2. | 〈Hello America〉                     | 새비지, 클라크, 엘리엇              | 3:27      |
| 3. | 〈Sorrow Is a Woman〉                 | 새비지, 클라크, 피트 윌리스, 엘리엇 | 3:54      |
| 4. | 〈It Could Be You〉                   | 윌리스, 엘리엇                      | 2:33      |
| 5. | 〈Satellite〉                         | 새비지, 클라크, 윌리스, 엘리엇      | 4:28      |
| 6. | 〈When the Walls Came Tumbling Down〉 | 클라크, 엘리엇, 앤드류 스미스       | 4:44      |

| #   | 제목                     | 작사·작곡                      | 재생 시간 |
| --- | ------------------------ | ------------------------------ | --------- |
| 7.  | 〈Wasted〉               | 클라크, 엘리엇                 | 3:45      |
| 8.  | 〈Rocks Off〉            | 윌리스, 새비지, 클라크, 엘리엇 | 3:42      |
| 9.  | 〈It Don't Matter〉      | 윌리스, 엘리엇, 클라크         | 3:21      |
| 10. | 〈Answer to the Master〉 | 윌리스, 클라크, 새비지, 엘리엇 | 3:13      |
| 11. | 〈Overture〉             | 새비지, 클라크, 윌리스, 엘리엇 | 7:44      |

## 참여 인원
데프 레퍼드
- 조 엘리엇 - 리드 보컬, 백 보컬
- 스티브 클라크 - 리드와 리듬 기타, 백 보컬
- 피트 윌리스 - 리드와 리듬 기타, 백 보컬
- 릭 새비지 - 베이스 기타, 백 보컬
- 릭 앨런 - 드럼, 백 보컬

## 인증
| 국가                       | 인증     | 판매량/출하량 |
| -------------------------- | -------- | ------------- |
| 캐나다 (뮤직 캐나다)       | 플래티넘 | 100,000^      |
| 미국 (RIAA)                | 플래티넘 | 1,000,000^    |
| ^출하량을 기반으로 한 인증 |          |               |